# Whitehead-Rajah-Ratte

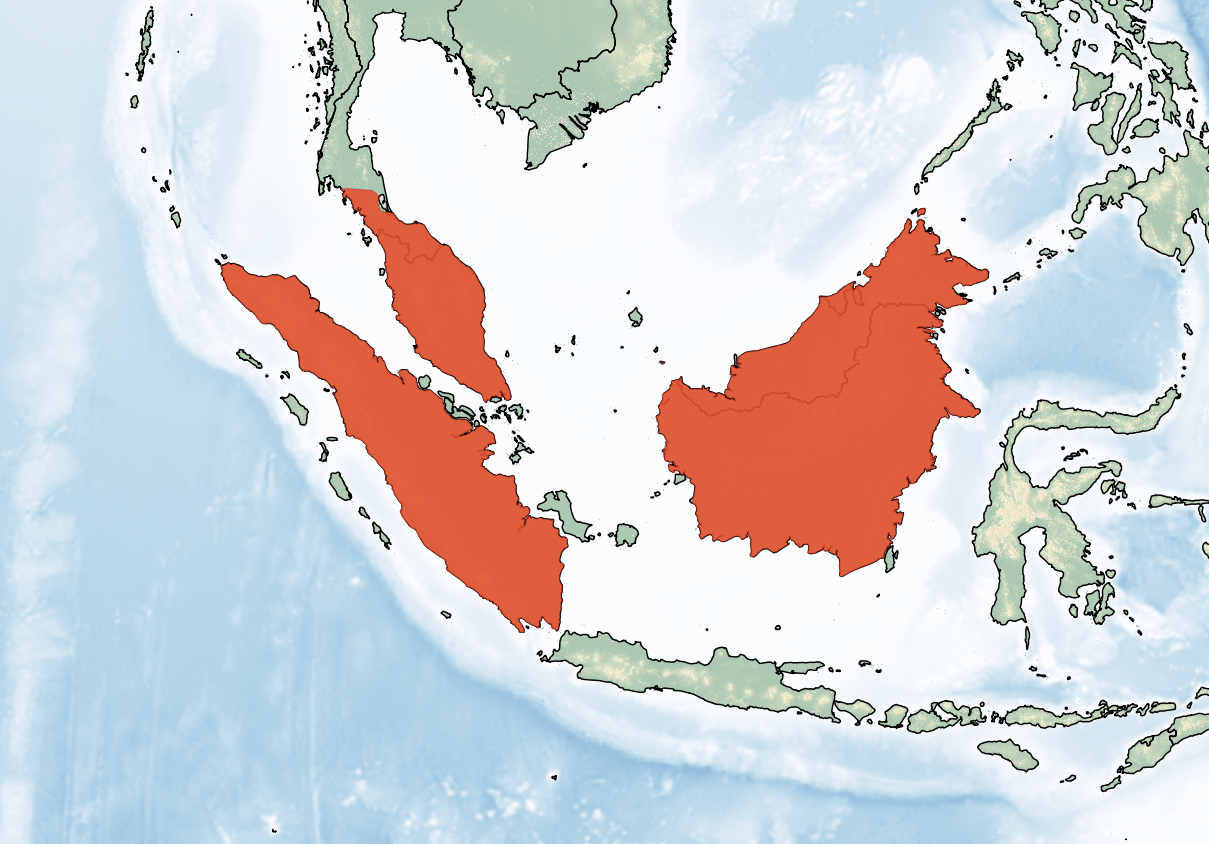
Verbreitungsgebiet der Whitehead-Rajah-Ratte

Die Whitehead-Rajah-Ratte (Maxomys whiteheadi) ist ein in Südostasien verbreitetes Nagetier in der Gattung der Rajah-Ratten. In älteren Abhandlungen zählte auch die Musschenbroek-Rajah-Ratte (Maxomys musschenbroekii) zu dieser Art. Eine enge Verwandtschaft besteht zur Malaiischen Rajah-Ratte (Maxomys inas).

## Merkmale
Wie andere Gattungsvertreter ist die Art mit einer Kopf-Rumpf-Länge von 166 bis 226 mm, einer Schwanzlänge von 162 bis 210 mm und einem Gewicht von 95 bis 220 g ein großes rattenähnliches Nagetier. Sie hat 35 bis 43 mm lange Hinterfüße und 21 bis 24 mm lange Ohren. In das kurze, borstige, rotbraune bis orangebraune Fell der Oberseite sind graubraune Stacheln eingemischt. Die Grenze zur weißen Unterseite mit brauner Tönung ist deutlich ausgeprägt. Das unterseitige Fell enthält einige weichere Borsten. Bei Jungtieren ist das Fell schwarzbraun mit grauen Nuancen. Die langen und schmalen Füße haben eine weiße Farbe. Typische Kennzeichen sind dunkelbraune Ohren und lange, dunkle Vibrissen. Der Schwanz ist etwas kürzer als Kopf und Körper zusammen, mit dunkler Oberseite und weißer Unterseite. Von den paarig angeordneten Zitzen der Weibchen befinden sich zwei auf der Brust, zwei auf dem Baum und vier im Leistenbereich. Der diploide Chromosomensatz enthält 36 Chromosomen (2n=36). Im Fell wurden verschiedene Milben und Zecken registriert.

## Verbreitung
Die Whitehead-Rajah-Ratte lebt auf der südlichen Malaiischen Halbinsel, auf Borneo, auf Sumatra und vermutlich auf kleineren Inseln der Region. Sie hält sich im Flachland und in Gebirgen bis 2100 Meter Höhe auf. Die Exemplare bewohnen Wäldern, Mangrovensümpfe, Palmengruppen und besuchen angrenzende Reisfelder und Akazien-Baumschulen. Auf Borneo wurde ein Exemplar pro Hektar dokumentiert.

## Lebensweise
Die 200 bis 1400 m² großen Reviere überlappen sich meist zwischen Weibchen und Männchen und seltener zwischen Individuen gleichen Geschlechts. Es sind geteilte Territorien mit anderen Gattungsvertretern bekannt. Die nachtaktive Whitehead-Rajah-Ratte hält sich meist auf dem Grund auf. Sie gräbt einfache Baue mit einer Kammer in maximal zwei Meter Tiefe. Wenige Exemplare ruhen zwischen Wurzeln oder in umgestürzten ausgehöhlten Baumstämmen. Diese Nagetier frisst Früchte, andere Pflanzenteile und Gliederfüßer. Weibchen und Männchen, die ein Revier teilen, bilden zur Paarungszeit monogame Paare.

## Gefährdung
Die größte Bedrohung stellen Landschaftsveränderungen dar. Schätzungsweise nimmt die Gesamtpopulation im Laufe von 10 Jahren um etwas über 30 Prozent ab. Die IUCN listet die Art als gefährdet (vulnerable).